# 甘肃羊茅
甘肃羊茅（学名：Festuca kansuensis）为禾本科羊茅属下的一个种。

## 扩展阅读
維基物種上的相關：甘肃羊茅